# Pythons prilliga parodier
Pythons prilliga parodier (engelska: Ripping Yarns – ungefär "Fantastiska skrönor") är en brittisk komediserie från 1976-1979 av Michael Palin och Terry Jones som sändes på BBC 2. Totalt producerades nio avsnitt.

## Svenska visningar
Serien har på svenska sänts under titeln Pythons prilliga parodier (SVT 1979 och 1980, Kanal5 1996 och 1997) eller Pythons parodier (SVT 1982) samt på TV4 Komedi under den brittiska originaltiteln Ripping Yarns. En videoutgåva på VHS släpptes 1990, under titeln Ripping yarns = Rysligt rappa rövarhistorier.